# 25930 Spielberg
25930 Spielberg este o planetă minoră (asteroid), cu un diametru de , din centura de asteroizi. A fost descoperită pe 21 februarie 2001 la Desert Beaver Observatory⁠(d) de William Kwong Yu Yeung și a fost numită după Steven Spielberg. 
Obiectul prezintă o orbită caracterizată de o semiaxă mare de 2,2751597 UAi, o excentricitate de 0,18, o înclinație de 3,97228 ° în raport cu ecliptica.